# Караозек (Туркестанская область)
Караозек (каз. Қараөзек) — село в Жетысайском районе Туркестанской области Казахстана. Входит в состав Каракайского сельского округа. Код КАТО — 514467600.

## Население
В 1999 году население села составляло 2396 человек (1211 мужчин и 1185 женщин). По данным переписи 2009 года, в селе проживало 1690 человек (845 мужчин и 845 женщин).